# Locride (Italia)
La Locride [ˈlɔkride] è il nome con cui si identifica un'area della città metropolitana di Reggio Calabria sul versante Ionico della Calabria. L'area della Locride copre una superficie di 1366,60 km² e comprende 121 877 abitanti in 42 comuni con una densità media di 104 ab. per Km quadrato. La fascia costiera dell'area è denominata Costa dei gelsomini (o Riviera dei Gelsomini).

## Geografia fisica

### Territorio

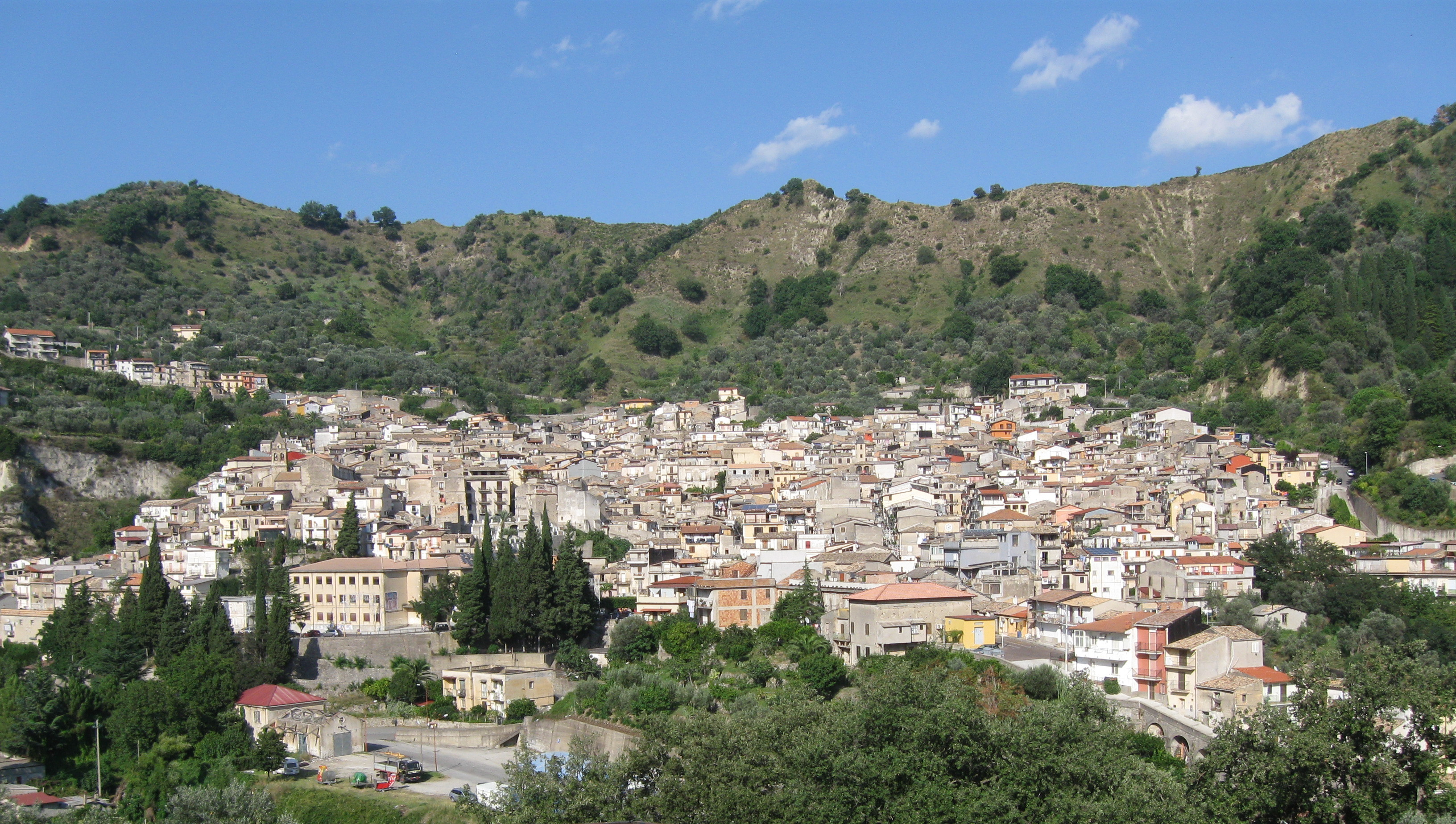
Mammola - Scorcio panoramico del borgo

Paesi dell'area della Locride, suddivisi per vallate e promontori:
- Vallata dello Stilaro e dell'Allaro (349,79 km²) :

Bivongi, Camini, Caulonia, Monasterace, Pazzano, Placanica, Riace, Roccella Jonica, Stignano, Stilo.
- Vallata del Torbido (189,99 km²) :

Mammola, Grotteria, San Giovanni di Gerace, Martone, Gioiosa Jonica, Marina di Gioiosa Jonica.
- Vallata del Gerace e del Lordo (127 km²) :

Agnana Calabra, Canolo, Gerace, Locri, Siderno.
- Vallata del Condojanni e del Portigliola (120 km²) :

Antonimina, Ardore, Ciminà, Portigliola, Sant'Ilario dello Ionio.
- Vallata del Bonamico e del La Verde (362,57 km²) :

Benestare, Bianco, Bovalino, Caraffa del Bianco, Careri, Casignana, Platì, Samo, San Luca, Sant'Agata del Bianco
- Heracleum (140 km²):

Africo, Ferruzzano, Bruzzano Zeffirio, Staiti, Brancaleone, Palizzi.

## Luoghi d'interesse e musei della Locride

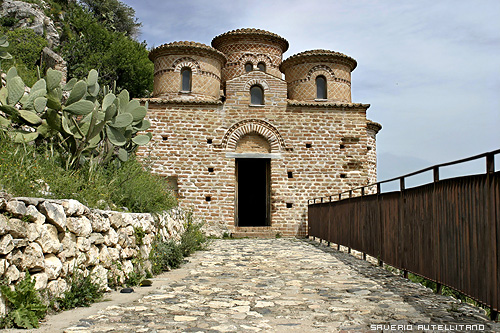
Stilo: esterno e ingresso Cattolica

- Cattolica di Stilo: piccola chiesa bizantina, presente in Stilo; è uno dei poli museali e nel contempo uno dei siti bizantini tra i più importanti tra quelli esistenti in Calabria. Questa minuta chiesa bizantina edificata con muratura in mattoni è sovrastata da cinque tipiche cupolette, molto caratteristiche.

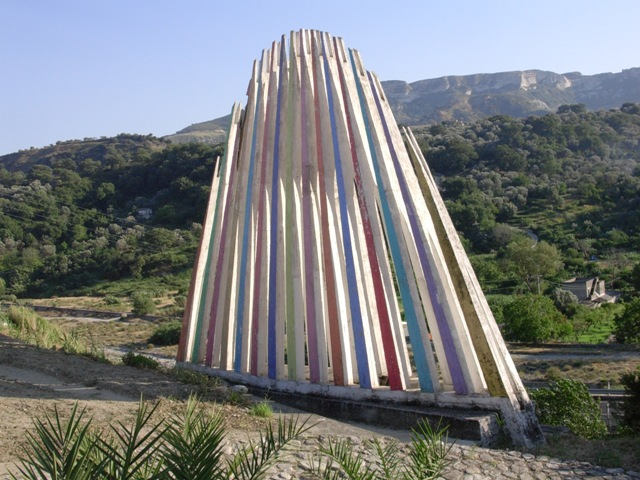
Scultura nel Parco museo Santa Barbara

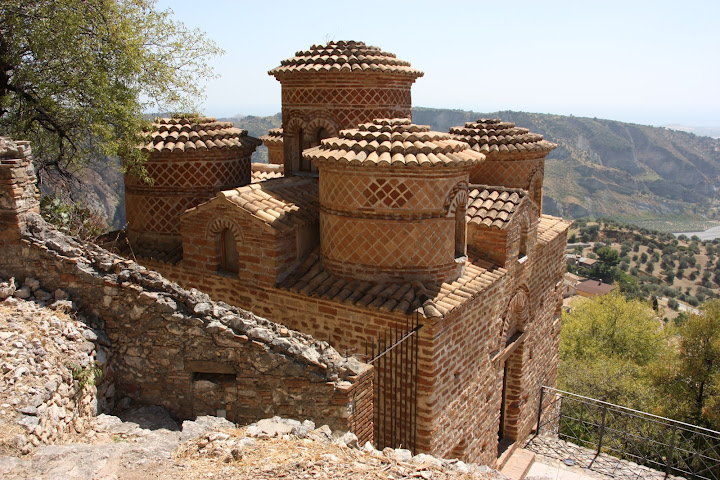
Suggestiva immagine della Cattolica, vista dall'alto

- Monastero greco-ortodosso di San Giovanni Theristis;
- Eremo di Santa Maria della Stella di Pazzano;

- Duomo di Gerace;

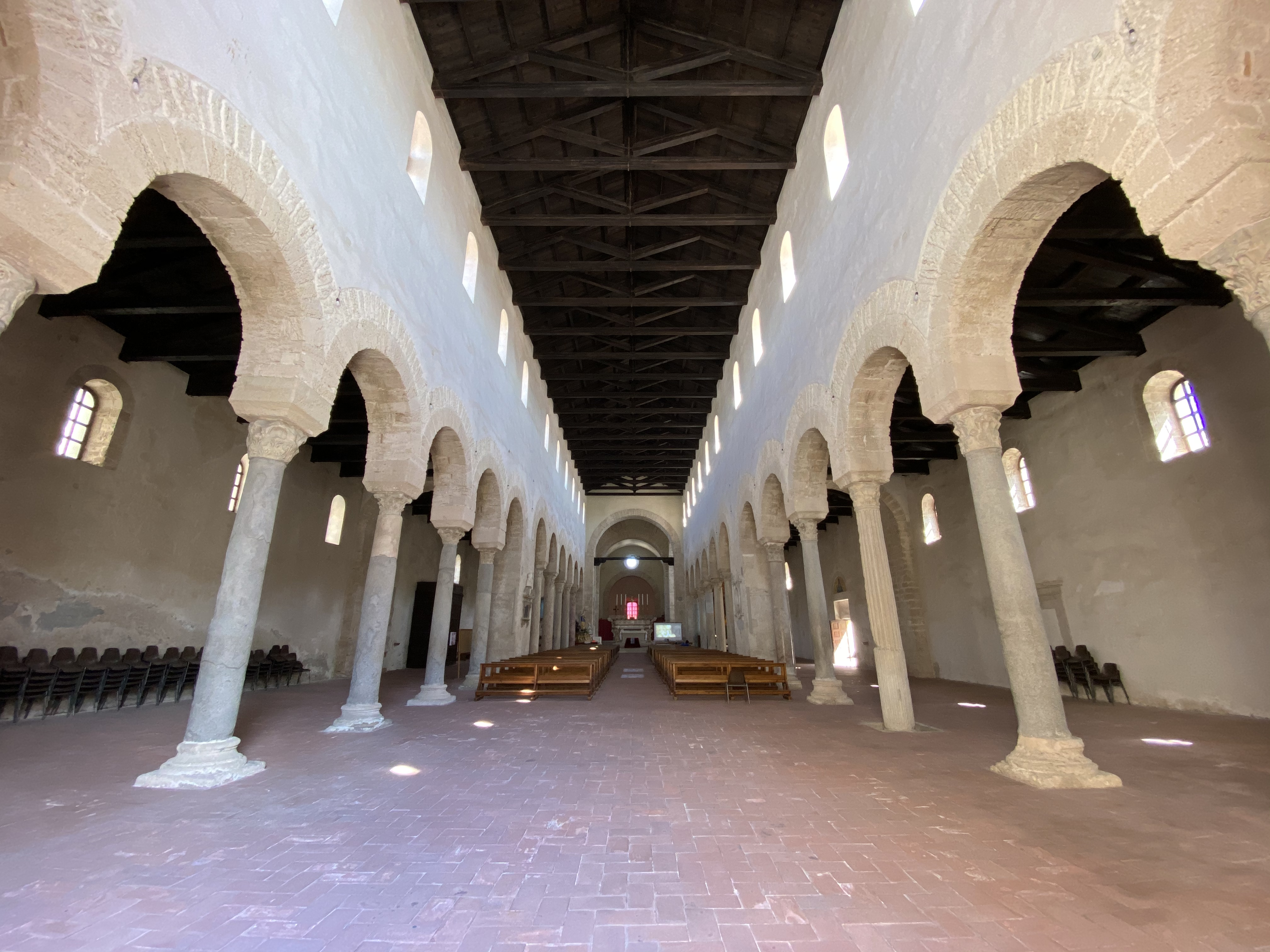
Duomo di Gerace: interno

- Zona Archeologica di Locri e Museo nazionale di Locri Epizephiri;
- Teatro romano di Locri
- Museo archeologico di Monasterace; Mosaico del Drago, risalente al III secolo a.C., proveniente da Kaulon Ingresso Museo Archeologico di Monasterace

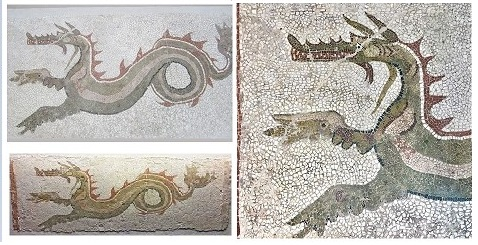
Mosaico del Drago, risalente al III secolo a.C., proveniente da Kaulon

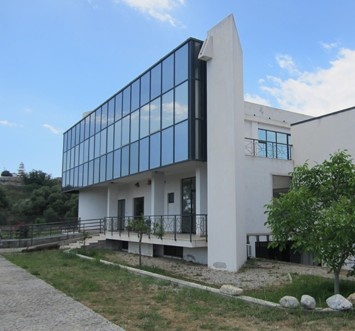
Ingresso Museo Archeologico di Monasterace

- Zona archeologica dell'antica Kaulon nei pressi di Monasterace[2]
- Zona archeologica di Santa Barbara di Mammola e Parco Museo Santa Barbara
- Ruderi del Naniglio di Gioiosa Ionica;
- Teatro greco-romano di Marina di Gioiosa Ionica
- Villa romana di Casignana.
- Santuario della Madonna di Polsi - San Luca
- Santuario di San Nicodemo Monte Limina - Mammola

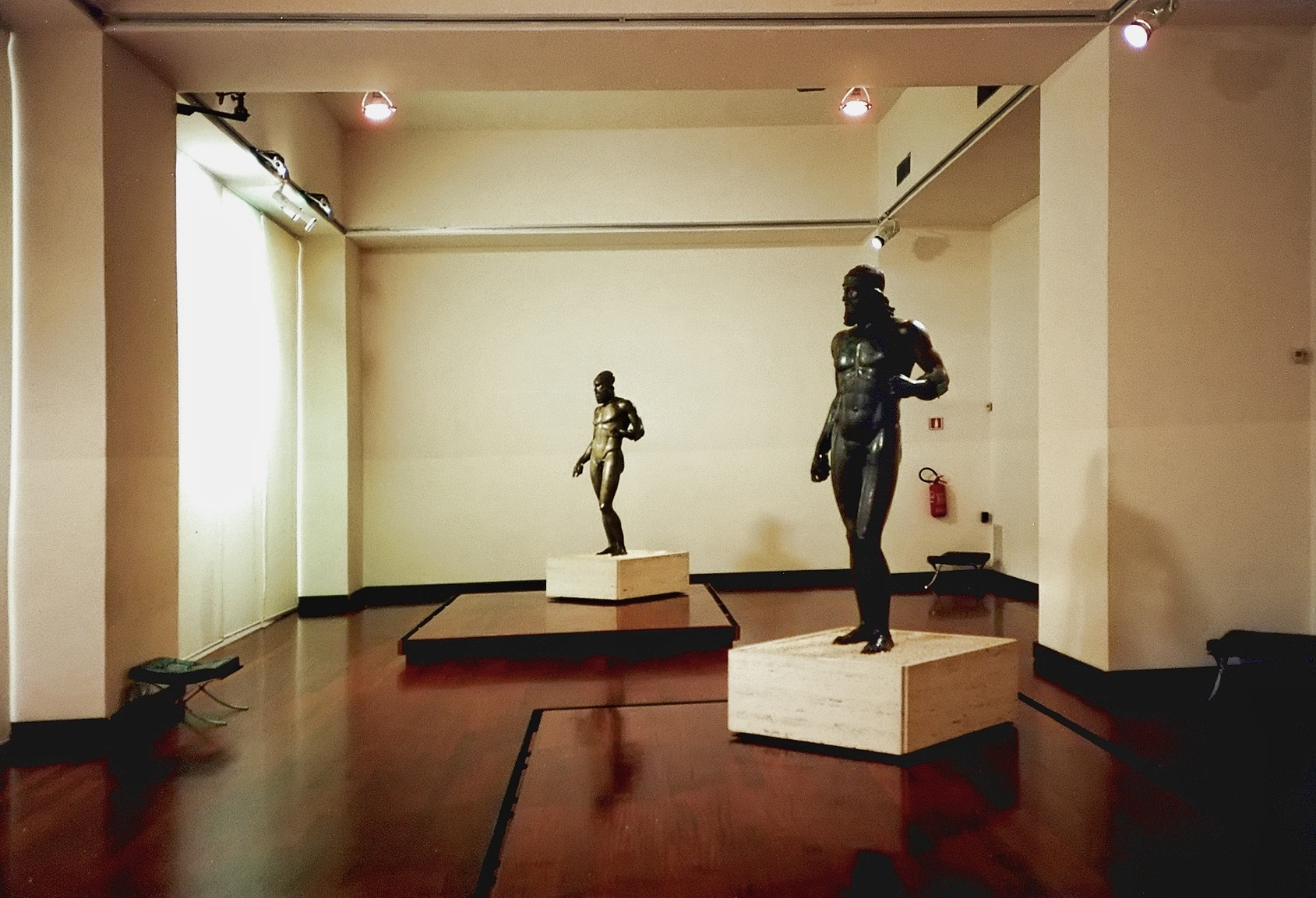
Bronzi Statua A e B

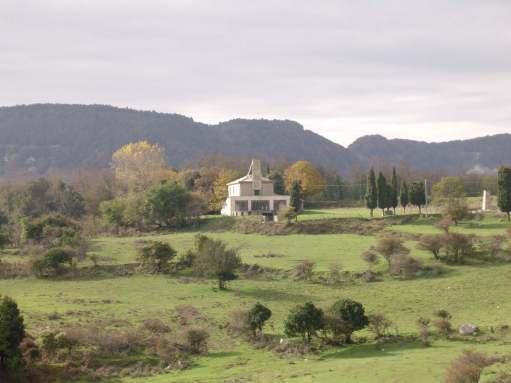
Mammola - Santuario di San Nicodemo del X secolo (Parco nazionale dell'Aspromonte)

- Bronzi di Riace. Sono queste due statue bronzee, risalenti al V secolo a.C., rinvenute da un giovane sub romano, il 16 agosto 1972, nello specchio di mare antistante la cittadina di Riace Marina, a circa 8 metri di profondità. Furono poi recuperate dai sub dell'Arma dei Carabinieri. Entrambe le statue bronzee vantano un perfetto stato di conservazione e grazie ai lavori di restauro a cui sono state sottoposte, si possono ammirare per maestosità e splendore, al Museo Nazionale di Reggio Calabria, dove sono esposte al pubblico. Le Statue sono raggiunte, ogni anno, da un numero eccezionale di visitatori, tra i 220-225.000, con punte di 50.000 visitatori solo nel mese di agosto.

## Istituzioni
Fanno parte del territorio della Locride 42 comuni, di cui 13 Borghi montani ricadono nel Parco nazionale dell'Aspromonte: Africo, Antonimina, Bruzzano Zeffirio, Canolo, Careri, Ciminà, Gerace, Mammola, Platì, Sant'Agata del Bianco, Samo, San Luca e Staiti. I Borghi  antichi montani di Gerace e Mammola ricchi di storia e tradizioni, che vantano una storia antichissima e suscitano grandi interessi, sono stati inclusi nei centri visita del parco.
La Locride amministrativamente rientra nel territorio della città metropolitana di Reggio Calabria e formava un circondario di decentramento denominato Circondario di Locri (ove qui era la sede), fino al 2008 indicato come Circondario della Locride. È stata uno dei tre circondari di decentramento amministrativo in cui è stata ripartita - dal novembre 1998 al marzo 2010 - la provincia; gli altri sono stati il circondario di Reggio (una volta Circondario dello Stretto, soppresso nel 2008), e il Circondario di Palmi (precedentemente della Piana).
I comuni che rientravano nel circondario sono 42:
| Provincia                    | Comune | Superficie (in km²) | Popolazione |
| ---------------------------- | ------ | ------------------- | ----------- |
| Calabria                     |        |                     |             |
| Provincia di Reggio Calabria |        |                     |             |
| Africo                       | 51     | 2.706               |             |
| Agnana Calabra               | 8      | 471                 |             |
| Antonimina                   | 22     | 1.193               |             |
| Ardore                       | 32     | 4.780               |             |
| Benestare                    | 18,57  | 2.439               |             |
| Bianco                       | 31     | 4.184               |             |
| Bivongi                      | 25,3   | 1.150               |             |
| Bovalino                     | 35     | 8.674               |             |
| Brancaleone                  | 38,99  | 3.260               |             |
| Bruzzano Zeffirio            | 20     | 1.026               |             |
| Camini                       | 17     | 781                 |             |
| Canolo                       | 10     | 702                 |             |
| Caraffa del Bianco           | 12     | 457                 |             |
| Careri                       | 38     | 2.130               |             |
| Casignana                    | 24     | 697                 |             |
| Caulonia                     | 100    | 6.770               |             |
| Ciminà                       | 48     | 520                 |             |
| Ferruzzano                   | 19     | 780                 |             |
| Gerace                       | 28     | 2.362               |             |
| Gioiosa Ionica               | 36,99  | 6.704               |             |
| Grotteria                    | 37     | 2.816               |             |
| Locri                        | 25     | 11.747              |             |
| Mammola                      | 80     | 2.435               |             |
| Marina di Gioiosa Ionica     | 15     | 6.201               |             |
| Martone                      | 8      | 509                 |             |
| Monasterace                  | 15     | 3.315               |             |
| Palizzi                      | 52,26  | 1.986               |             |
| Pazzano                      | 15     | 492                 |             |
| Placanica                    | 29     | 1.016               |             |
| Platì                        | 50     | 3.682               |             |
| Portigliola                  | 5      | 1.068               |             |
| Riace                        | 16     | 1.778               |             |
| Roccella Ionica              | 37     | 6.045               |             |
| Samo                         | 50     | 728                 |             |
| San Giovanni di Gerace       | 13     | 417                 |             |
| San Luca                     | 104    | 3.418               |             |
| Sant'Agata del Bianco        | 18     | 584                 |             |
| Sant'Ilario dello Ionio      | 13     | 1.350               |             |
| Siderno                      | 38     | 17.486              |             |
| Staiti                       | 15     | 183                 |             |
| Stignano                     | 78,49  | 1.169               |             |
| Stilo                        | 38     | 2.363               |             |
| TOTALE                       | TOTALE | 1366,60             | 121.877     |

### Comuni più popolati della Locride
Di seguito si riporta l'elenco dei primi dieci comuni per popolazione della Locride.
| #  | Comune                   | Provincia       | Abitanti |
| -- | ------------------------ | --------------- | -------- |
| 1  | Siderno                  | Reggio Calabria | 17.486   |
| 2  | Locri                    | Reggio Calabria | 11.747   |
| 3  | Bovalino                 | Reggio Calabria | 8.674    |
| 4  | Caulonia                 | Reggio Calabria | 6.770    |
| 5  | Gioiosa Ionica           | Reggio Calabria | 6.704    |
| 6  | Marina di Gioiosa Ionica | Reggio Calabria | 6.201    |
| 7  | Roccella Ionica          | Reggio Calabria | 6.045    |
| 8  | Ardore                   | Reggio Calabria | 4.780    |
| 9  | Bianco                   | Reggio Calabria | 4.184    |
| 10 | San Luca                 | Reggio Calabria | 3.418    |

## Infrastrutture e trasporti

### Strade
Strade statali
- Strada statale 106 Jonica, che percorre tutti i paesi rivieraschi della Locride.
- Strada statale 682 Jonio-Tirreno, Strada di Grande Comunicazione Jonio-Tirreno (Marina di Gioiosa Jonica-Rosarno).

Strade provinciali
- Strada provinciale 1, ex SS 111 di Locri e Gioia Tauro, attraversa il territorio di Locri, Gerace e Canolo, attraverso lo Zomaro si raggiunge Cittanova, Taurianova e Gioia Tauro dove si congiunge con la SS 18 Tirrenica, Reggio Calabria-Napoli.
- Strada provinciale 5, ex 281, di Marina di Gioiosa Jonica-Rosarno, segue un percorso simile a quello della SS 682 Jonio-Tirreno (Gioiosa-Rosarno): inizia a Rosarno, passa per Melicucco, Polistena, Cinquefrondi e attraverso il Passo della Limina raggiunge i paesi di Mammola e Marina di Gioiosa Jonica e quindi la costa Jonica sulla SS 106/E90, Reggio Calabria-Taranto.

### Ferrovia
Le Ferrovie dello Stato (FS) attraversano il territorio rivierasco della Locride, con un binario unico, costituito dalla linea Taranto - Reggio Calabria.

### Porti
- Porto di Roccella Ionica, scalo turistico e peschereccio. La struttura è il principale scalo turistico del litorale ionico della Calabria meridionale, con i suoi 450 posti barca.

### Aeroporti
Gli aeroporti più vicini sono:
- Aeroporto di Reggio Calabria.
- Aeroporto di Lamezia Terme.

## Gastronomia

### Piatti tipici locali, delizie locridee
Tra le ricette vanno ricordate in particolare le seguenti delizie della Locride (l'elenco è purtroppo ancora incompleto):

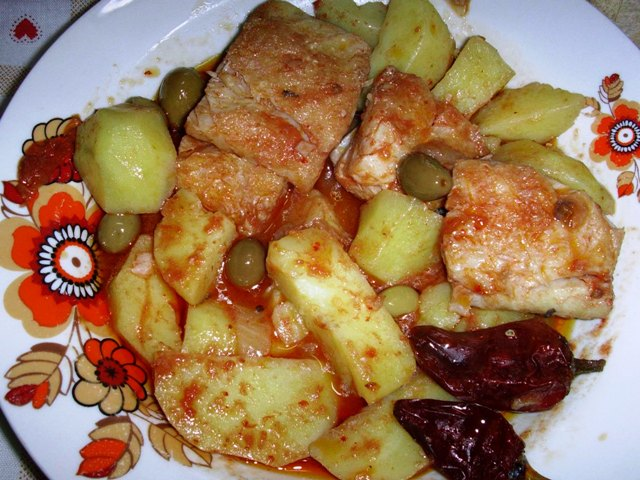
Stocco alla mammolese - Piatto tipico di Mammola tra i più rinomati della Calabria

- Lo Stocco di Mammola, è uno dei prodotti tipici più rinomati della Calabria, conta secoli di tradizione; viene preparato in maniera tradizionale, in vari modi, è l'unico pesce che si accompagna col vino rosso. Famosi: lo Stocco alla mammolese, i gustosi antipasti, i primi a base di pasta e i secondi piatti, tutti a base di Stocco. Altrettanto gustose e rinomate le frittelle di stocco.[9]
- Tipica la pasta fatta in casa con la farina di jermano (segale) condita con il sugo di Stocco e/o con “trippiceji” (ventresche), a seconda dei gusti, viene grattugiata con la “Ricotta affumicata” o col “Formaggio caprino”,  anche questi tipici prodotti di Mammola.[10]
- Innumerevoli le altre ricette cu 'Piscistoccu[11]
- Il Baccalà alla calabrese[12]
- La Bruschetta calabrese o le Friselle. Le bruschette calabresi sono tra le più buone e le più semplici delizie locridee. Le Fette di pane abbrustolito, preparate sulle brace (o sull'antico braciere) condite con l'olio extra-vergine locale, dal notevole gusto e dall'indimenticabile sapore, sono una vera delizia per il palato. A questi due classici ingredienti c'è chi aggiunge (ma non tutti), la dolcezza dei granelli di zucchero. Esistono altre varianti con alici piccanti (sotto sale e pepe) e foglie di basilico, condite da un filo di olio crudo. Un'altra variante utilizza la 'nduja (di origine catanzarese) o marmellate piccanti.[13][14]
- Il peperoncino piccante calabrese, detto “spezia dei poveri”, grazie al suo contenuto di capsicina, è un alimento antiossidante ricco di vitamine (B, K, A, moltissima C ed E) e di minerali (ferro, potassio, magnesio) ed è utile per combattere le depressioni lievi, per rinvigorire il corpo e la mente; stimola il cervello a produrre endorfine, antidolorifici naturali che contribuiscono a creare una sensazione di benessere generale.[15][16]
- Gli spaghetti aglio, olio e peperoncino. Un piatto facile, che si realizza in poco tempo, per non rinunciare ai tradizionali sapori calabri. I cinque ingredienti (va aggiunto il prezzemolo tritato, il sale q.b. e c'è chi aggiunge il formaggio grana grattugiato) si rivelano essenziali per realizzare un mix perfetto dal gusto unico.[17]
- Gli spaghetti alla Corte d'Assise, gustosa tradizione calabrese. È un altro tipico piatto della costa jonica calabrese, dal sapore forte e intenso. Il segreto? Il peperoncino calabrese. Un piatto nato nel 1958, in un ristorante di Marina di Gioiosa Jonica. Si narra che una sera, quando oramai si approssimava l'orario di chiusura del ristorante, arrivò un giudice e lo chef Gaetano improvvisò un sughetto con gli ingredienti che aveva a sua disposizione, ovvero quelli che in un ristorante calabrese non mancano mai: pomodoro, peperoncino fresco, aglio e prezzemolo.[18] Il giudice gradì tanto il gustoso piatto che lo "battezzò" col nome di spaghetti alla Corte d'Assise: il sugo era talmente piccante da non essere clemente con nessuno, proprio come l'ordinamento giuridico nel quale il giudice operava. Da allora (1958), gli spaghetti alla Corte d'Assise oltre a continuare a essere uno dei piatti tipici calabresi, saziarono la fame non solo dei giudici, ma anche quella dei comuni cittadini.[19][20]
- I maccaruni i casa (ovvero La pasta fatta in casa, fatta a mano)[21]
- I Tagliatelli cu ciciari, ovvero Le Tagliatelle con i ceci[22]
- Le polpette al sugo (tipiche della domenica)[23]
- Le polpette di ricotta in umido[24]
- A cullura i pani cu sarzizzu ovvero la salsiccia fresca arrostita sulla brace[25]
- Le Melanzane ripiene e i Peperoni ripieni (o Mulangiani Chinj o Malangiani chini e Pipi chini)[26][27]
- I Cancioffuli chini (ovvero i Carciofi ripieni) ortaggi che vantano virtù terapeutiche, ricchi di proprietà nutritive, noti fin dall'antichità[28][29]
- I Patati e cancioffuli (ovvero Patate e carciofi)[30]
- L'ovu-frittu cu biancumangiari piccanti ovvero L'uovo fritto col pesce neonato piccante[31]
- La Frittata cu asparagi e sarzizzi ovvero Frittata con asparagi e salsiccia[32]
- Gli arancini calabresi (varietà anche con la 'nduja)[33]
- I pittegliuzzi i cucuzza ovvero Le frittelle di zucchina[34]
- I Broccoli di rapa (o Friarielli)
- La ricotta affumicata di Mammola
- Le melanzane crude sott'olio[35]
- Le Frittole di maiale
- La Gelatina di maiale, ottenuta dai residui della lavorazione del maiale
- Il guanciale di suino (U Boccuaru, o lardo).[36]
- Le zeppole, di cui esiste: una variante salata, preparata con patate, farina, acqua e lievito di birra, contenente al loro interno acciughe (o baccalà, o 'nduja e olive a piacimento), che vengono fritte in olio bollente; e una varietà dolce (le zeppone reggine o zeppole di San Giuseppe - zippuli duci ca' ricotta) - che sono dei piccoli bignè preparati con farina, zucchero, uova, vanillina e strutto farciti con ricotta, zucchero, cannella, limone grattugiato e zucchero a velo, più tipiche della vicina città di Reggio Calabria.

### Vini tipici locali
- Il vino di Bivongi, prodotto DOC[37]
- Il vino Greco di Bianco e di Gerace. Nella Locride esiste il vino più antico d'Italia. Gli antichi Greci chiamavano Enotria la Calabria, terra di origine di questo vino DOC. È un vino dolce ottenuto da vitigni portati dagli antichi Greci, coltivati in alcune aree della Locride (costa jonica), ricadenti nel territorio del Comune di Bianco, del limitrofo Comune di Casignana e tra Casignana e Gerace. Il vino Greco non può essere messo in commercio prima di un anno dalla vendemmia. Ha acquisito la denominazione DOC nel 1980. È un vino bianco dolce (classico vino da dessert), forte, buonissimo, straordinario per bontà ovvero per le sue caratteristiche organolettiche: al gusto è fresco, ha un profumo delicato che richiama agrumi canditi, miele, mandorla e bergamotto. Ha un colore giallo dorato con riflessi tendenti all'ambrato. Può essere abbinato alla pasticceria secca, alla frutta fresca o ai formaggi stagionati o piccanti.[38] Il vino Greco di Bianco è entrato anche nella leggenda: si narra che nella battaglia sul fiume Sagra, nei pressi di Caulonia, in soli diecimila soldati locresi, vinsero la battaglia contro ben centotrentamila crotoniati, grazie alle qualità del vino greco.[39]
- Altro vino rinomato è il Mantonico di Bianco (dal greco Mantonikos, che significa profeta, indovino), anch'esso pregiato e di estrema rarità. Il vino Greco di Bianco e il Mantonico sono vini la cui fama ha varcato i confini nazionali.[40]

### Prodotti tipici locali
- Lo Stocco di Mammola
- Il Caciocavallo di Ciminà
- Il Caciotto di Cirella di Platì
- Il Pecorino della Locride
- Il Caprino della Limina

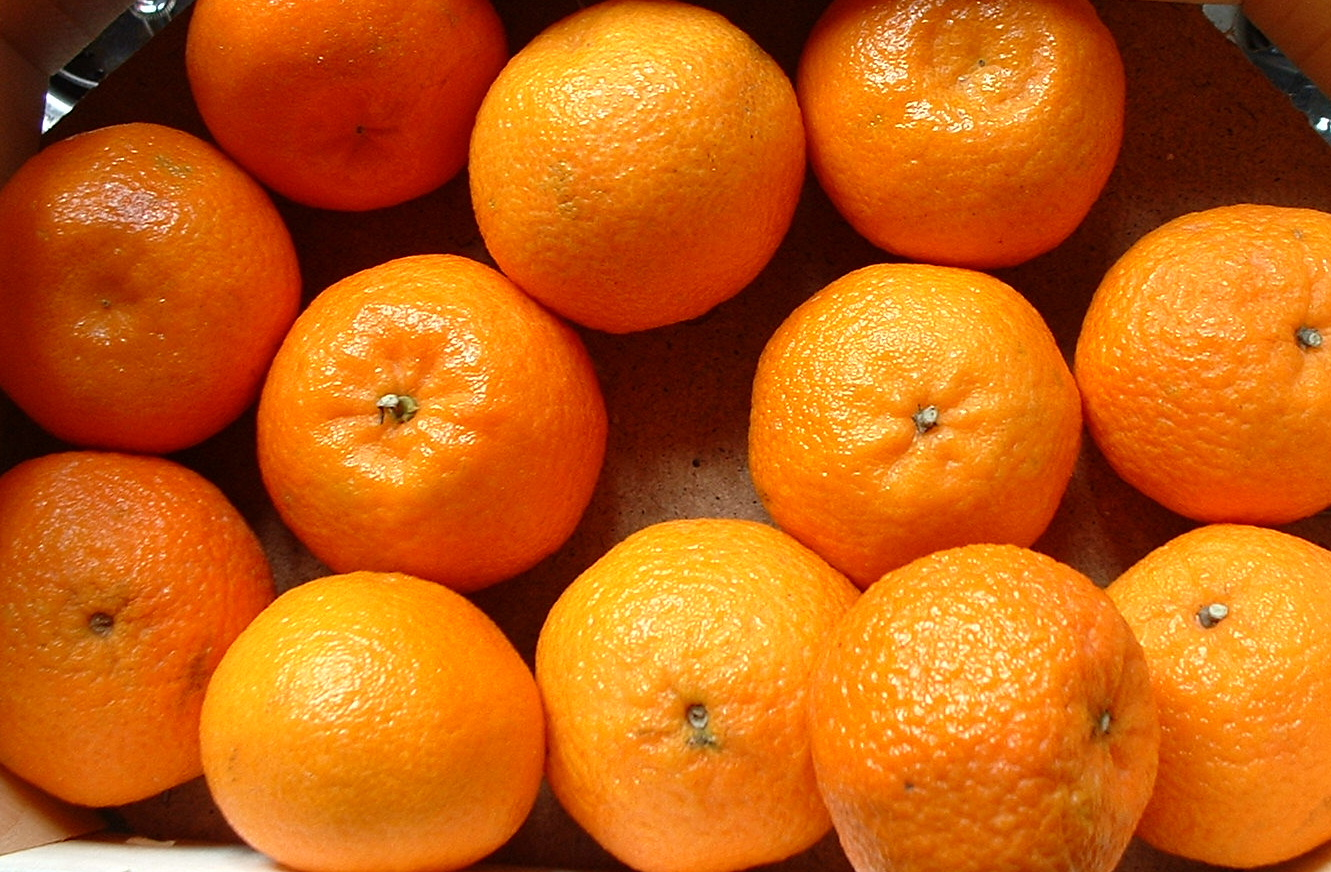
Clementine

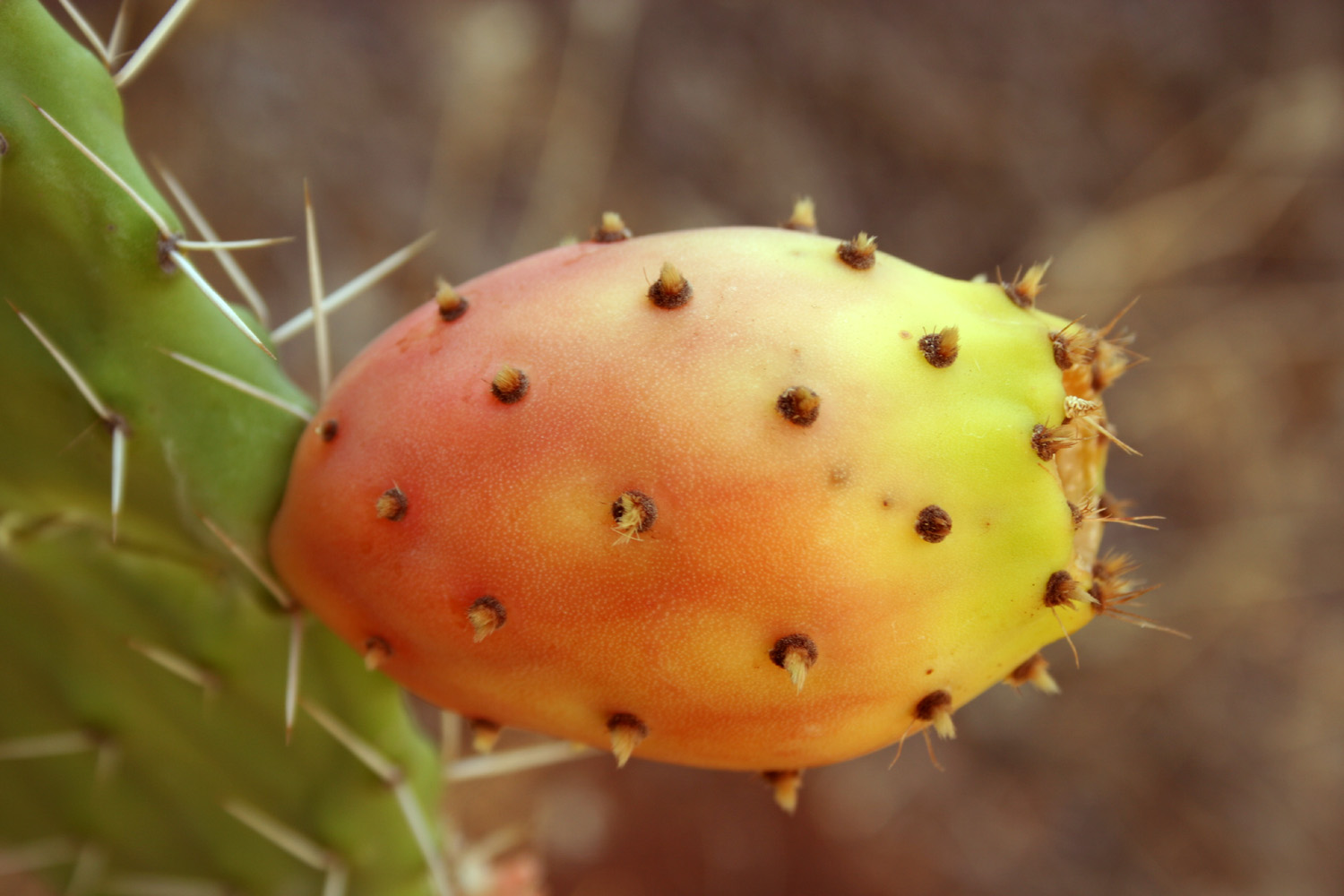
Frutto di O. ficus-indica

- La ricotta fresca, morbida e cremosa. Tipica della Locride è la Ricotta affumicata di Mammola
- L'Olio extra vergine di oliva della Locride
- Gli agrumi e le Clementine di Calabria prodotto quest'ultimo con Indicazione geografica protetta calabrese; le clementine vengono consumate come frutto fresco, hanno tutte le proprietà tipiche degli agrumi e un elevato contenuto di vitamina C. Sono spesso preferite alle arance per il fatto che non eccedono mai in acidità e si sbucciano più facilmente, con le mani.
- La Lemoncetta locrese. Un antico agrume calabro, risulta ancora presente in parte del territorio jonico-reggino tra Locri e Siderno, ed è chiamato “lemoncetta locrese”, mentre in Campania è conosciuto col nome di "Limmo". Questo raro agrume, originario della Calabria già nel 1700 veniva utilizzato da nobili famiglie napoletane, per la produzione dell'antico e profumato liquore ai “Quattro agrumi” insieme al limone, all'arancia e al mandarino.[41]
- Il fico d'india di Calabria, anche se trattasi di frutto di origine messicana[42]

### Dolci tipici locali

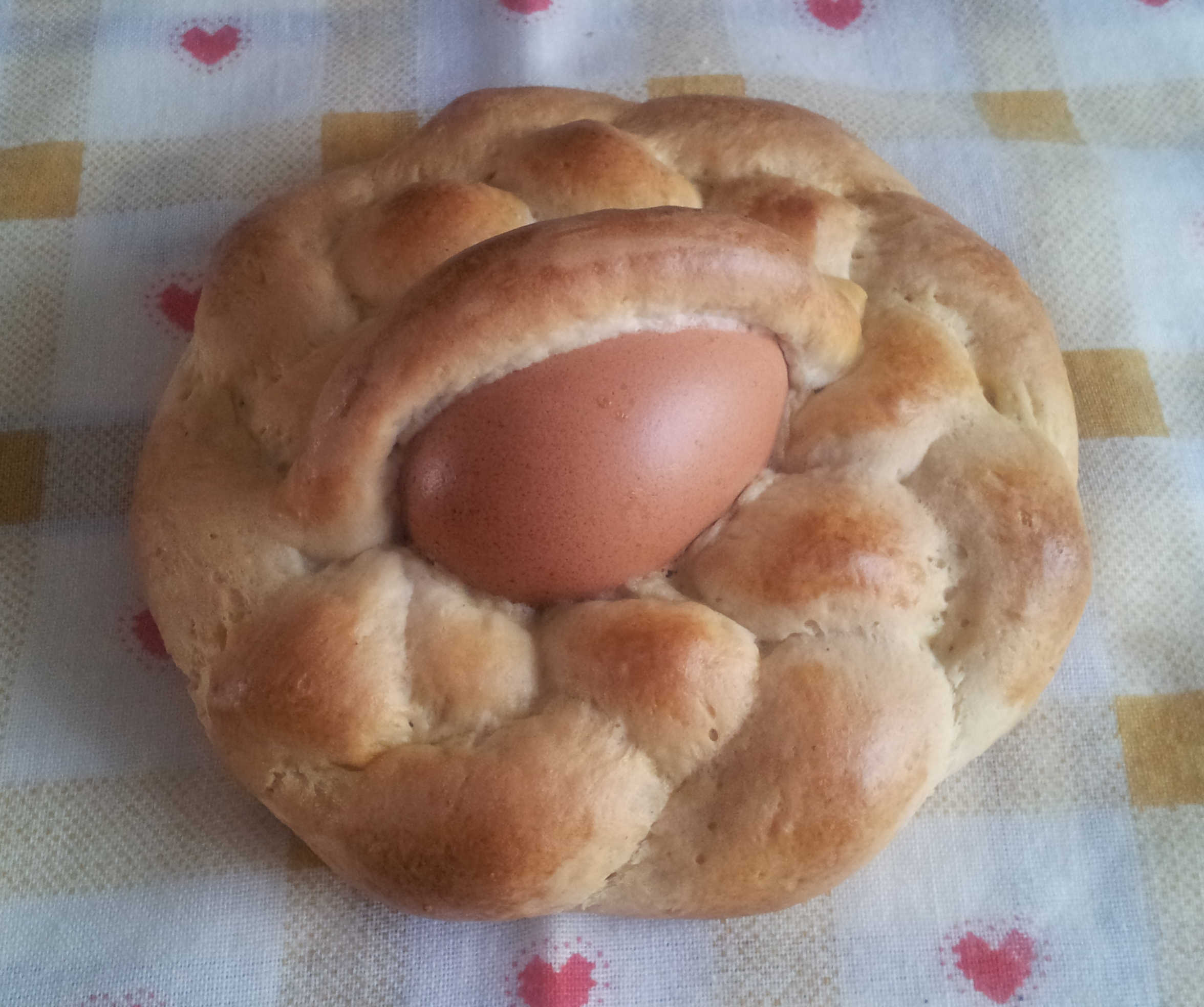
Sguta (nguta o guta)

- I Biscotti all'anice profumati (o anicini)[43]
- I dolci di Pasta di mandorle (o Pasta Reale)
- I Mustazzoli (o Mostaccioli al miele), a base di farina, zucchero, miele e aromi naturali
- Lo Stomatico (biscotto della tradizione calabrese)[44]
- I Taralli calabresi (ovvero i Biscotti da latte)[45]
- Le Nacatole, dolce natalizio[46]
- La Pignolata al miele, tipico dolce natalizio
- Le Sammartine (o Petrali), dolci della tradizione natalizia[47]
- La Sguta (o Cudduraci o Cuddhuraci), il dolce pasquale per eccellenza, tipico della tradizione calabrese. Considerata la regina dei dolci pasquali è legata oltre che alla tradizione, alla cultura calabrese. Simboleggia la fine del digiuno di Quaresima e, l'uovo in essa presente, la resurrezione di Cristo.[48]
- La Copeta (o cupeta)
- Le Piparelle, tipico dolce tradizionale preparato con mandorle e miele
- Il Torrone locale
- Il Sanguinaccio dolce (ovvero il sanguinaccio di maiale, U sanguinazzu), fatto col mosto cotto d'uva, noci, cannella e cioccolato fondente.[49]

## Curiosità
Eden degli Ippocampi (o cavallucci marini)
Nel mare della Locride, c'è l'eden degli Ippocampi o cavallucci marini (genere Hippocampus), ovvero uno dei loro habitat naturali, pertanto da aprile a novembre sono possibili incontri ravvicinati con uno di questi splendidi animali. La loro presenza è un indicatore di salubrità delle acque marine.
Modo locrio
Nella musica occidentale esiste il cosiddetto "modo locrio", che corrisponde a una precisa sequenza di intervalli tra le note che compongono un brano scritto in tale modo. Il suo nome deriva dai Locri, antichi abitanti della Locride.
Fenomeno atmosferico della "Lupa"
Su tutto il versante jonico della Locride, dopo l'inverno, può essere talora visibile il fenomeno della "Lupa": una fitta nebbia provocata dallo scorrimento di masse d'aria molto calda sulle acque superficiali del mare ancora fredde (perché fine inverno); queste provocano un tipico fenomeno di condensazione, pericoloso per la visibilità; quando si verifica questo relativamente raro fenomeno, in alcuni tratti costieri, la visibilità è ridottissima. Il fenomeno della "nebbia presente sul mare" o "Lupa"  è visibile anche dallo stretto di Messina, allorché la fitta nebbia invade Reggio e la costa reggina. La nebbia è considerato un evento meteorologico veramente raro per la costa reggina.

## Galleria d'immagini
Vedute panoramiche dei comuni della Locride con più di 5.000 abitanti

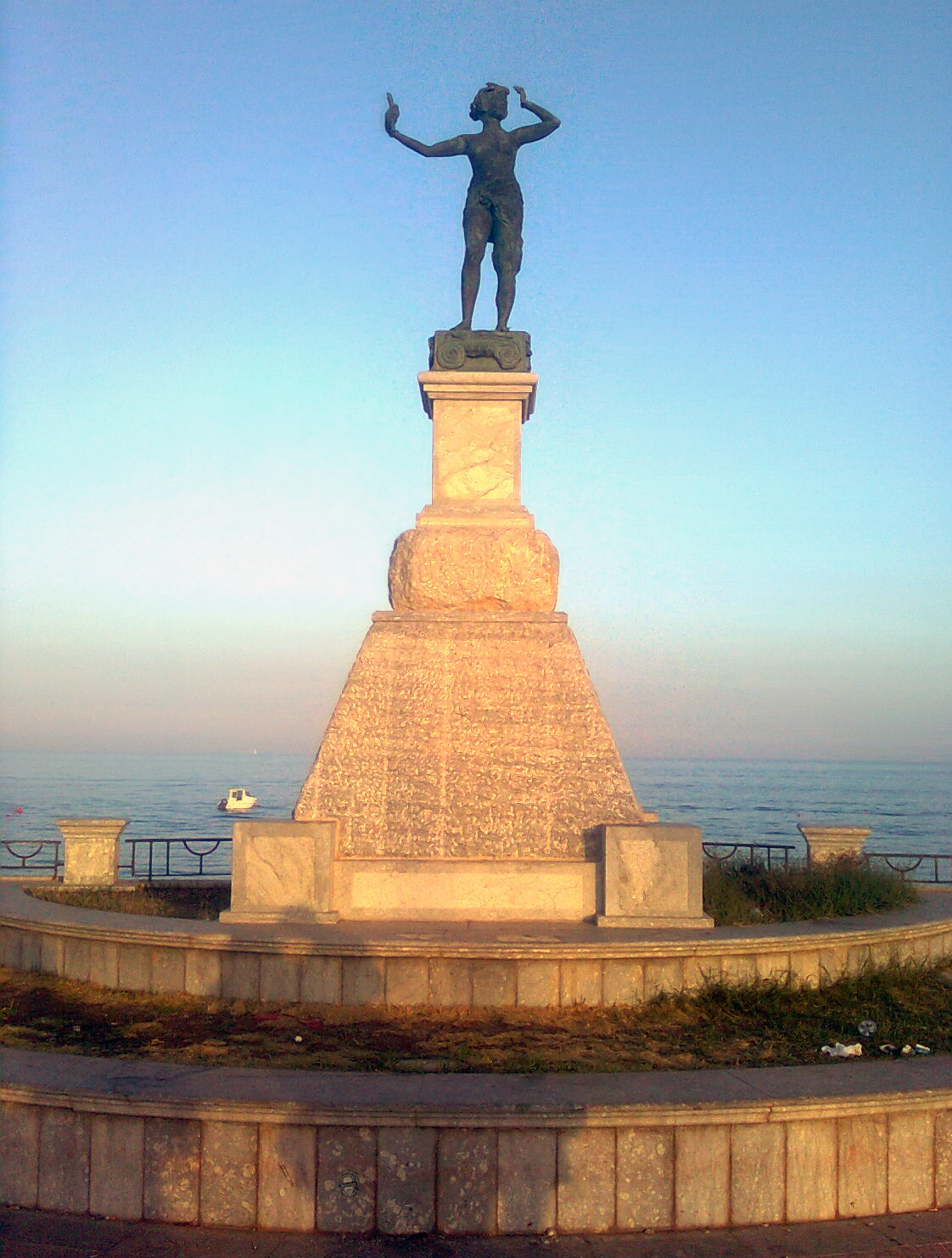
Locri,statua raffigurante la poetessa Nosside
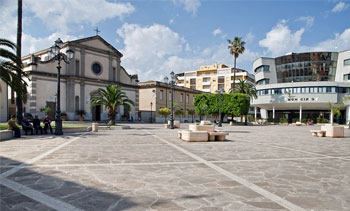
Bovalino
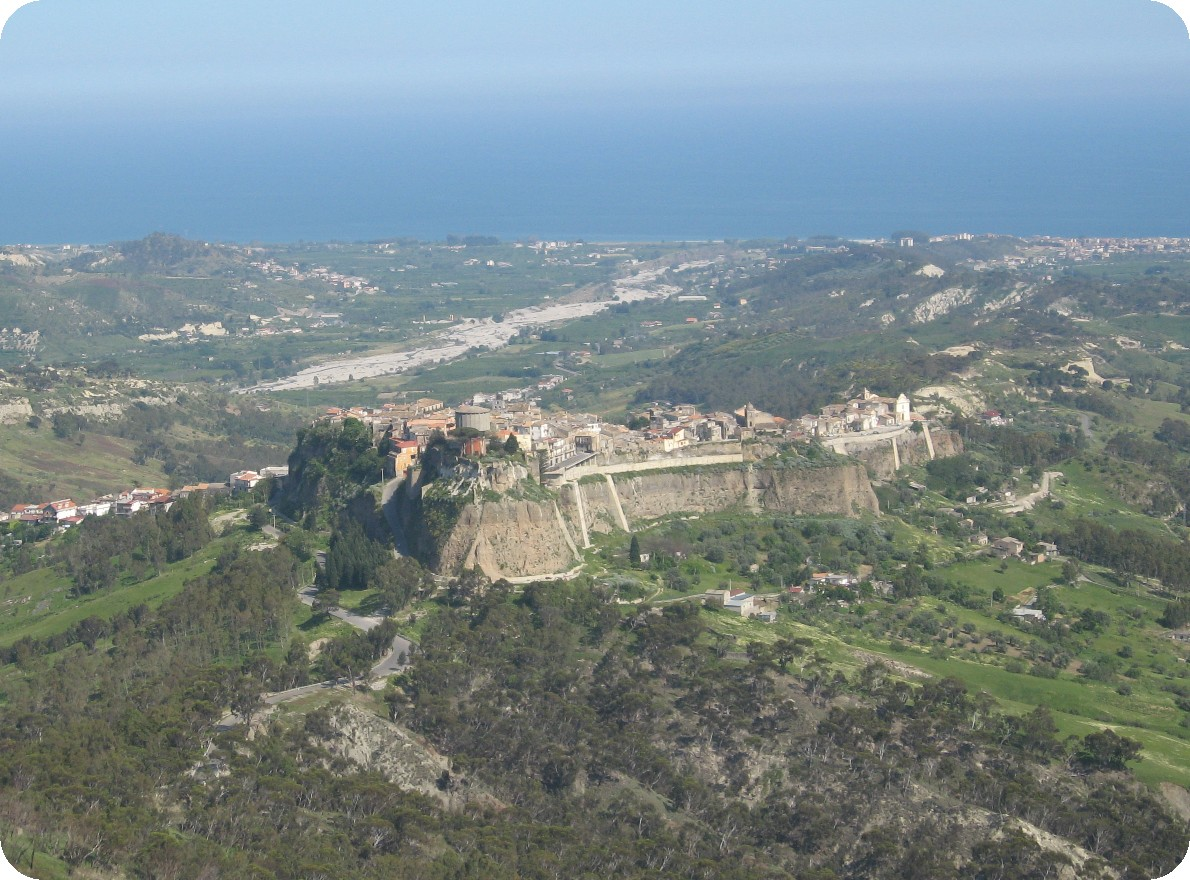
Caulonia
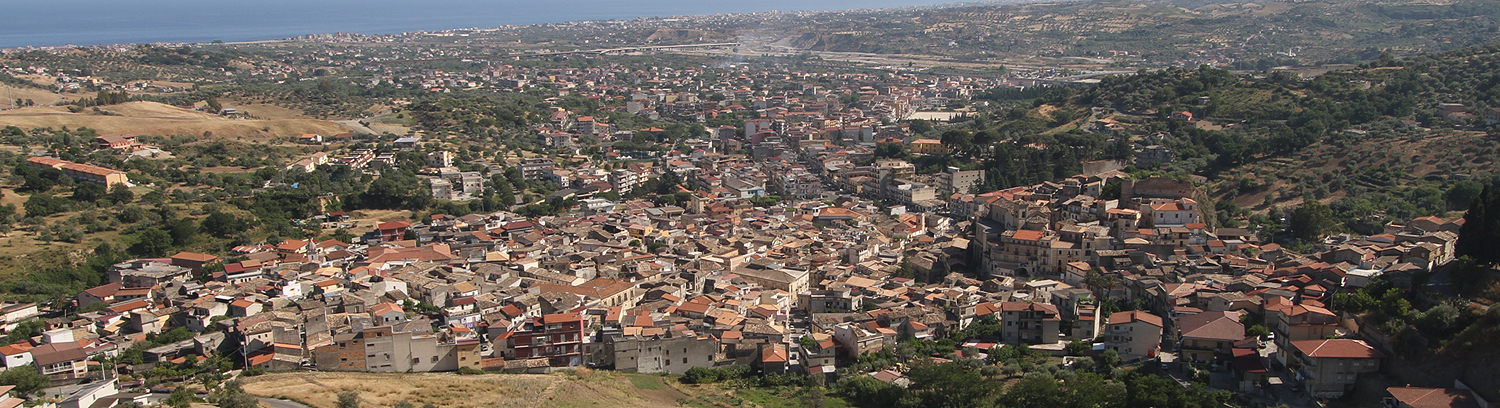
Gioiosa Ionica
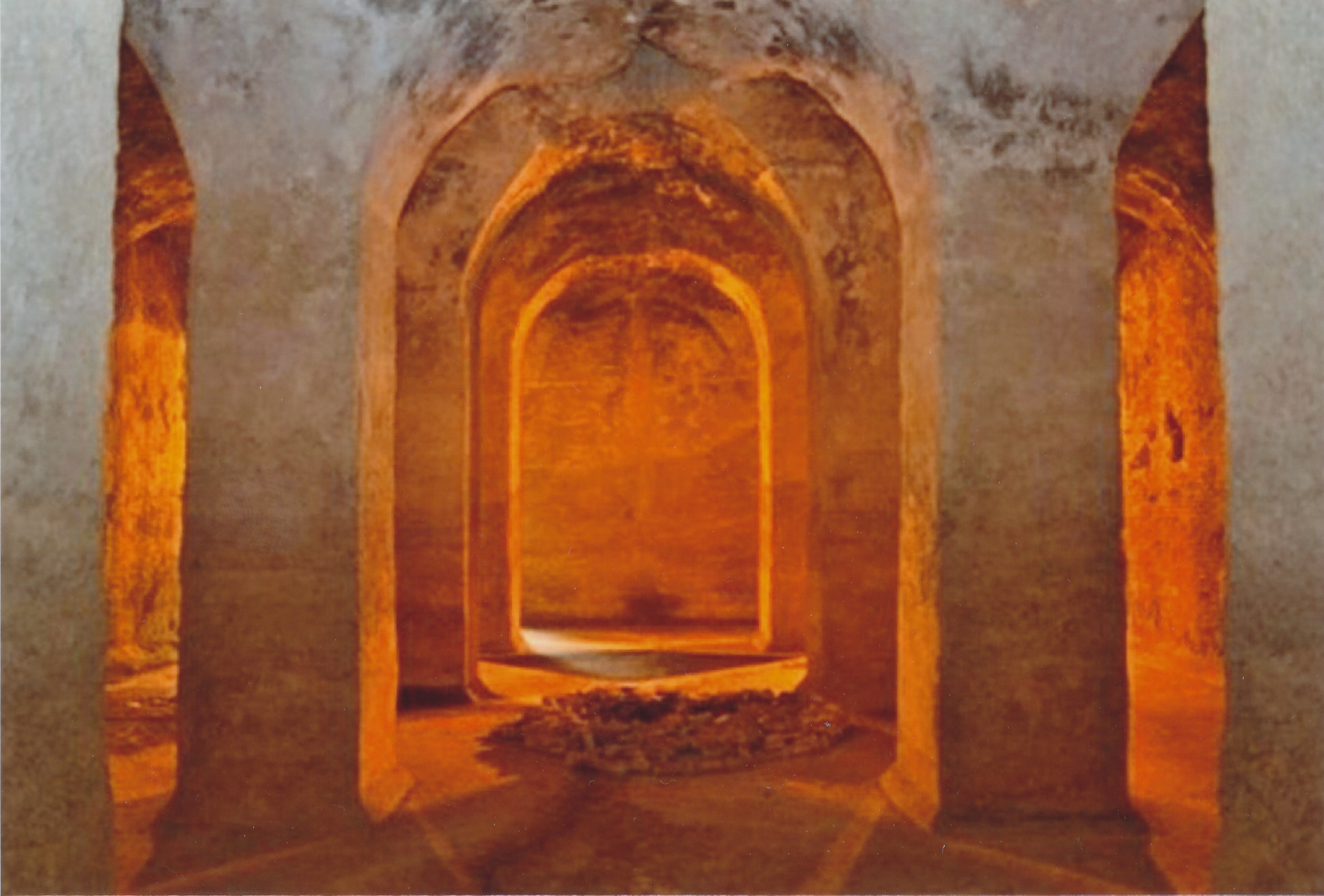
Gioiosa Ionica Naniglio
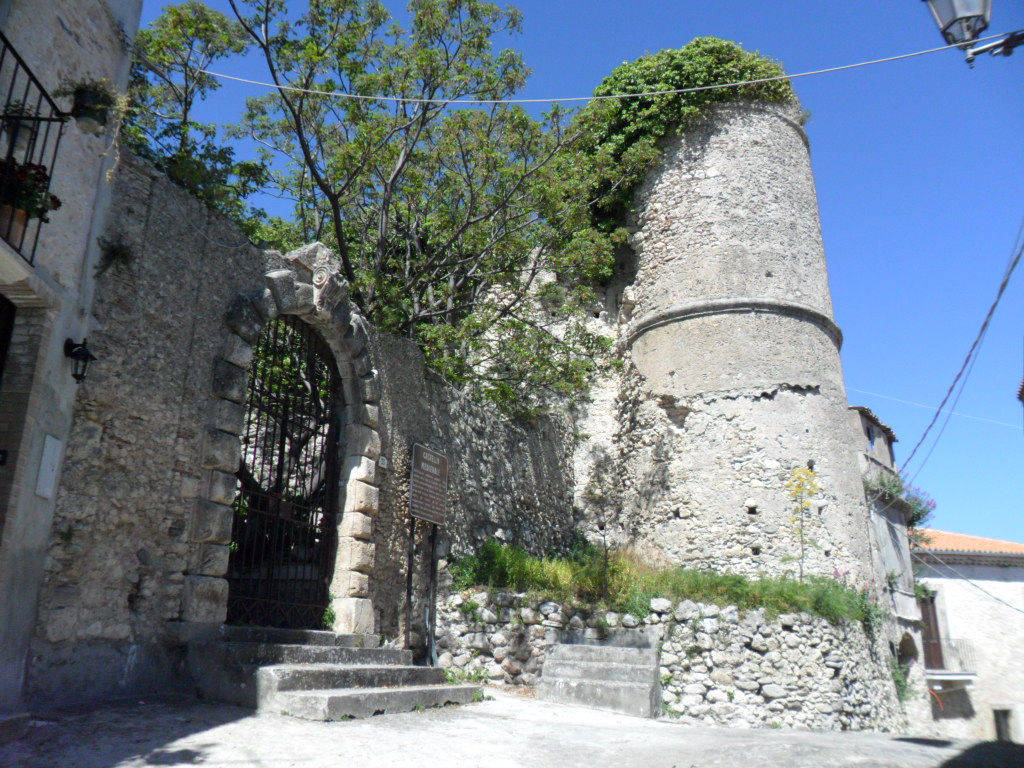
Gioiosa Ionica Castello Portale e Torre
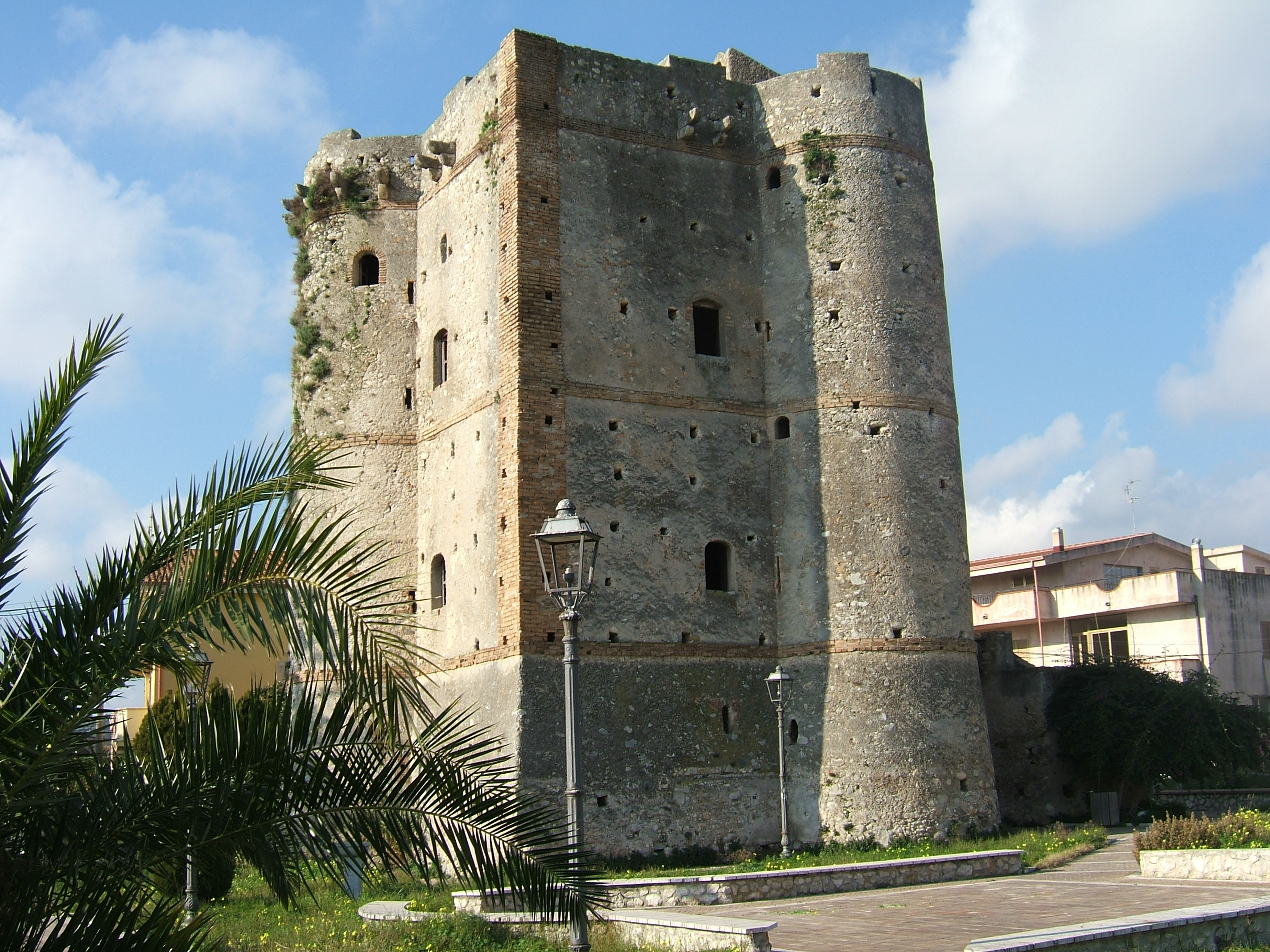
Marina di Gioiosa Ionica Torre Galea
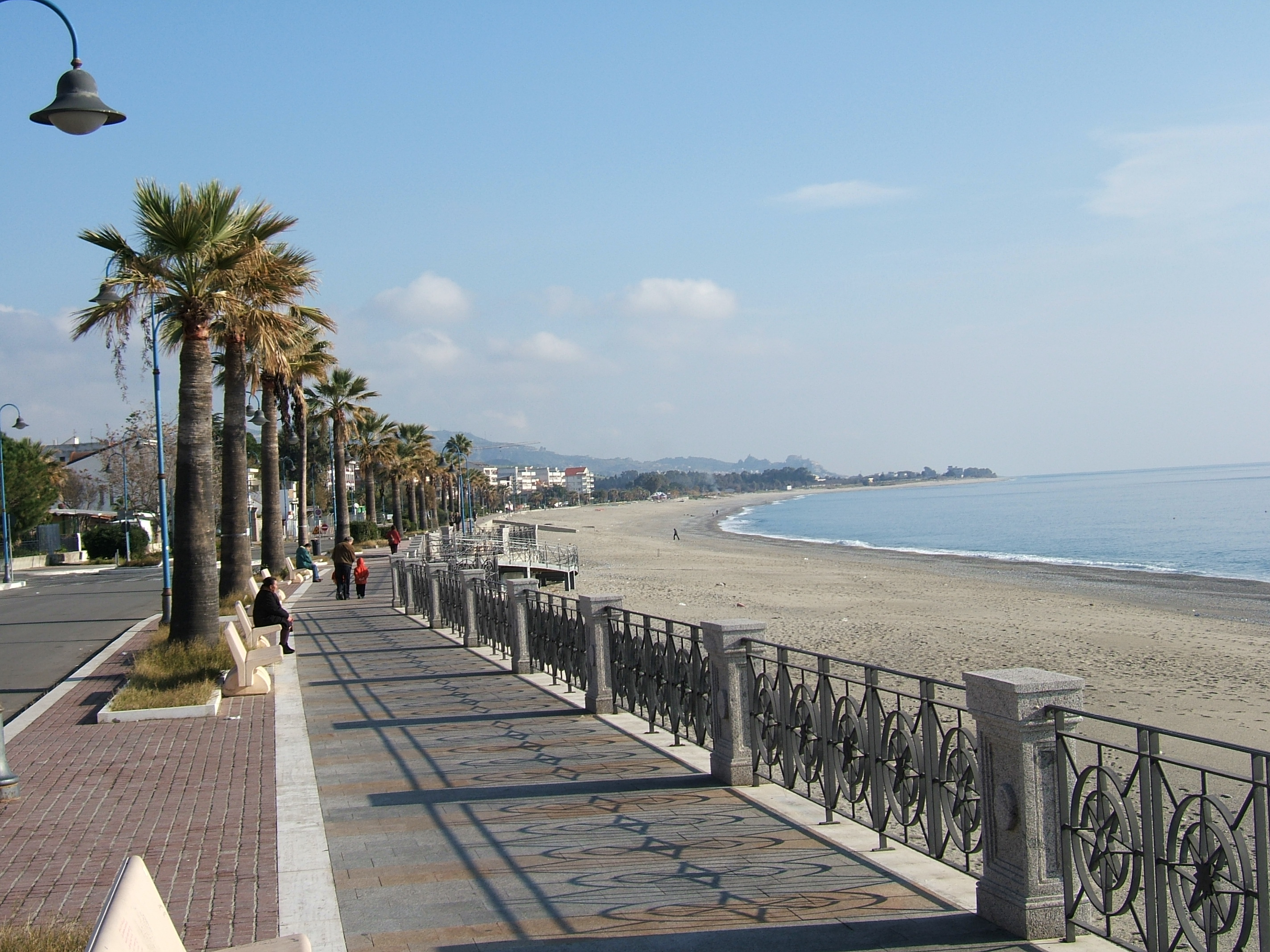
Marina di Gioiosa Ionica Lungomare lato sud
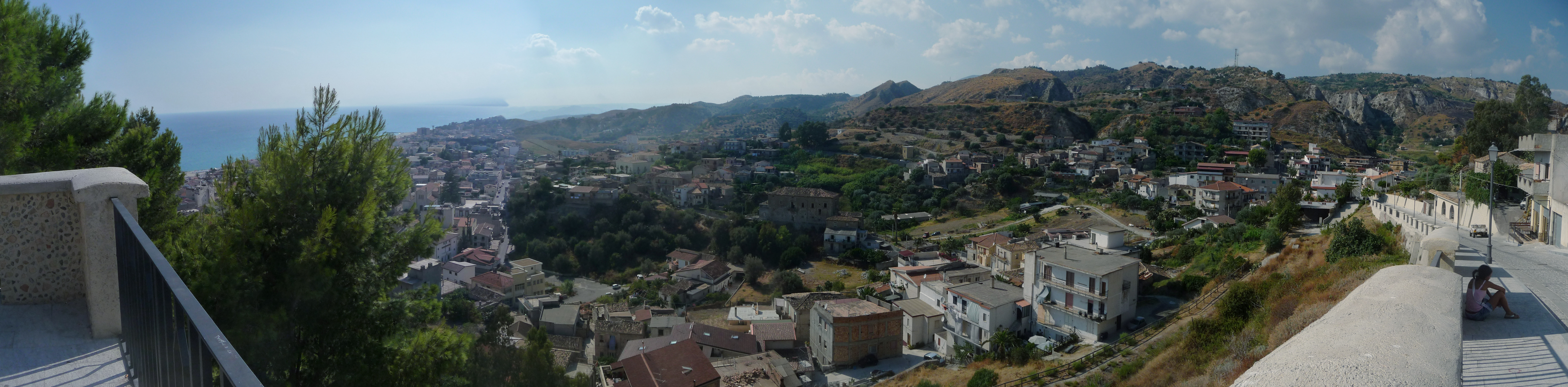
Roccella Ionica
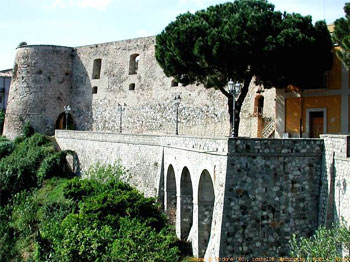
Ardore Castello
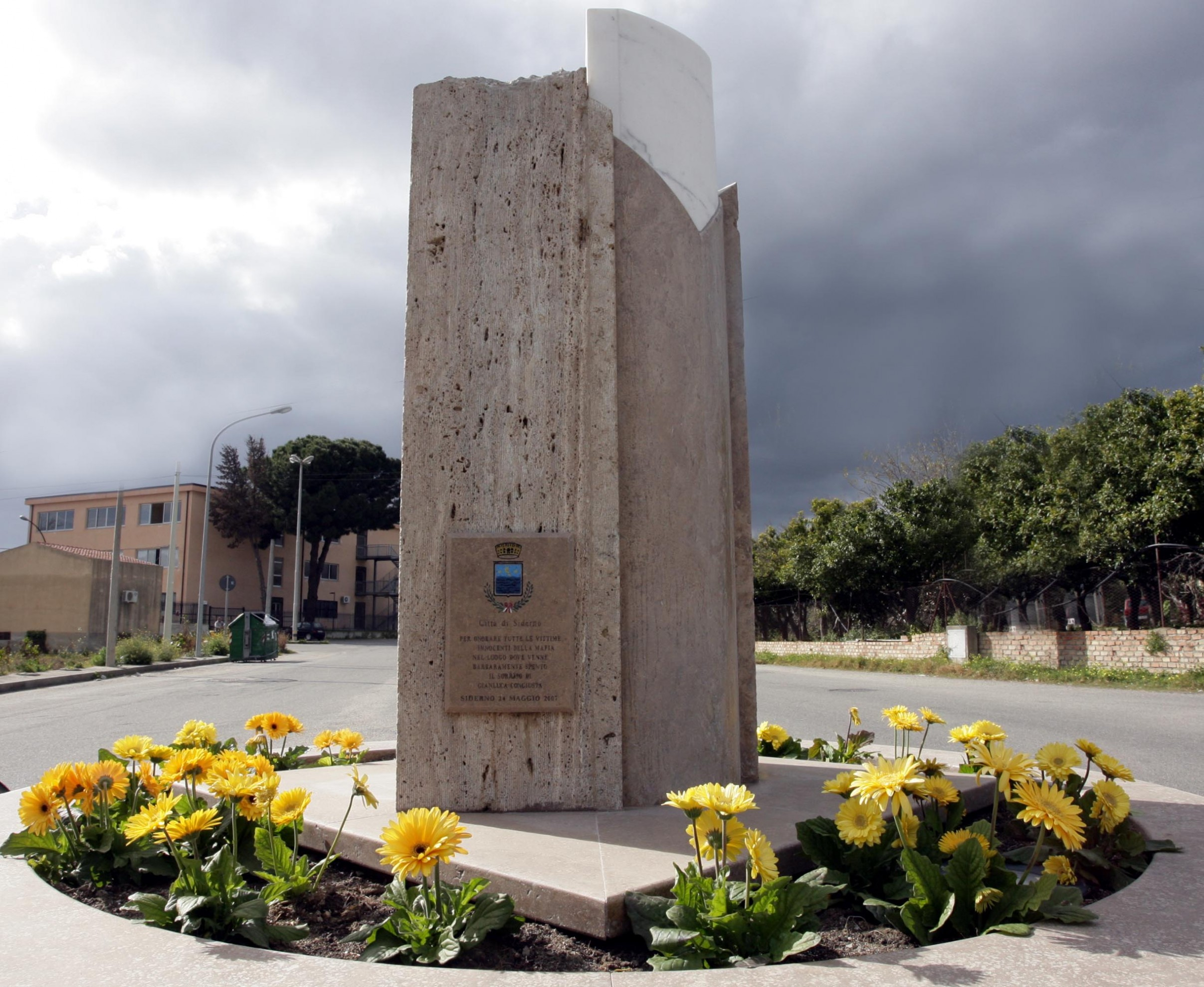
Monumento alle vittime di mafia Siderno